# Mountnessing
Mountnessing is een civil parish in het bestuurlijke gebied Brentwood, in het Engelse graafschap Essex. In 2001 telde het dorp 1132 inwoners.
Een groot deel van de huizen staan aan de oude Romeinse weg tussen Brentwood en Ingatestone.